# Senecio catharinensis
Senecio catharinensis là một loài thực vật có hoa trong họ Cúc. Loài này được Dusén ex Cabrera miêu tả khoa học đầu tiên năm 1950.